# Lycium
Lycium este un gen de plante din familia  Solanaceae.

## Specii
Cuprinde circa  110  specii.